# Askö klubb
Askö klubb är ett skär i Lemlands kommun på Åland (Finland). Den ligger mellan Askö och Järsö, 11 kilometer söder om huvudstaden Mariehamn.
Öns area är 1,2 hektar och dess största längd är 250 meter i nord-sydlig riktning.